# Grup de la rozenita
El grup de la rozenita és un grup de minerals sulfats metàl·lics tetrahidrats que cristal·litzen en el sistema monoclínic. Els minerals d'aquest grup tenen una fórmula química que segueix el patró MSO₄·4H₂O, on M pot ser magnesi, manganès, ferro, cobalt o zinc.
El grup està format per aquestes cinc espècies:
| Espècie    | Fórmula            |
| ---------- | ------------------ |
| Aplowita   | CoSO₄·4H₂O         |
| Boyleïta   | (Zn,Mg)SO₄·4H₂O    |
| Ilesita    | (Mn,Zn,Fe)SO₄·4H₂O |
| Rozenita   | FeSO₄·4H₂O         |
| Starkeyita | MgSO₄·4H₂O         |

## Formació i jaciments
Els minerals del grup de la rozenita es troben repartits per tot el globus a excepció de l'Antàrtida, comptabilitzant-se gairebé uns quatre-cents jaciments a on poden trobar-se alguna espècie d'aquest grup. Als territoris de parla catalana s'hi pot trobar una de les espècies, la rozenita, concretament al Sot de les Mines de Santa Creu d'Olorda, a la província de Barcelona.